# Pseudoleskea leskeoides
Pseudoleskea leskeoides là một loài Rêu trong họ Leskeaceae. Loài này được (Paris) Müll. Hal. miêu tả khoa học đầu tiên năm 1899.